# Élections au Parlement de Catalogne de 2006
Les élections au Parlement de Catalogne de 2006 (en catalan : Eleccions al Parlament de Catalunya de 2006, en espagnol : Elecciones al Parlamento de Cataluña de 2006, en occitan : Eleccions ath Parlament de Catalonha de 2006) se tiennent le mercredi 1er novembre 2006, afin d'élire les 135 députés de la VIIIe législature du Parlement de Catalogne pour un mandat de quatre ans.
Anticipé d'un an sur le terme naturel de la législature, le scrutin est la conséquence de la rupture de la coalition de gauche formée en 2003 autour du socialiste Pasqual Maragall, causée par des désaccords sur l'adoption d'un nouveau statut d'autonomie. Les résultats montrent la victoire de Convergence et Union, qui redevient le premier parti en voix devant le Parti des socialistes de Catalogne, et une majorité absolue pour les partis ayant souscrit le pacte de coalition trois ans auparavant.
Le chef de file socialiste José Montilla conclut peu après le scrutin un accord de principe pour rééditer la majorité tripartite formée en 2003 entre le Parti socialiste, la Gauche républicaine de Catalogne et Initiative pour la Catalogne Verts - Gauche unie et alternative. Le pacte de coalition est conclu à la veille de l'ouverture de la législature et permet l'investiture de José Montilla à la majorité absolue des députés, puis la formation d'un nouvel exécutif unissant les forces de gauche et centre gauche.

## Contexte

### Alternance historique en 2003
Au cours des élections parlementaires du 16 novembre 2003, Convergence et Union (CiU) d'Artur Mas, au pouvoir depuis 1980 sous l'autorité de Jordi Pujol, qui ne se représentait pas, arrive en tête avec 46 députés sur 135, soit quatre de plus que le Parti des socialistes de Catalogne (PSC) de Pasqual Maragall, arrivé cependant premier en voix. Perdant chacun dix sièges, les deux grands partis sont en fort recul. À l'inverse, la Gauche républicaine de Catalogne (ERC) enregistre une forte poussée et se transforme en arbitre de la gouvernance de la communauté autonome, dans la mesure où ses 23 députés permettent de décider s'il y aura un gouvernement nationaliste avec CiU ou un exécutif de gauche avec le PSC et Initiative pour la Catalogne Verts - Gauche alternative (ICV-EA).
Tant Pasqual Maragall qu'Artur Mas se disent prêts à occuper le poste de président de la généralité de Catalogne avec le soutien de la Gauche républicaine, qui choisit au départ de ne pas clairement se positionner,. Finalement, les trois partis de gauche s'accordent pour négocier puis signent le 14 décembre un pacte de coalition, l'« accord pour un gouvernement catalaniste de gauche » dans le salon du Tinnell du grand palais royal (es). Deux jours plus tard, Pasqual Maragall est effectivement investi président de la Généralité au terme d'un débat parlementaire par 74 voix pour et 61 contre, le Parti populaire ayant rejoint Convergence et Union dans l'opposition, ce qui marque la première alternance depuis le rétablissement de l'autonomie en 1980.

### Nouveau statut d'autonomie
Le 12 février 2004, le Parlement constitue un groupe de travail (Ponencia) chargé de proposer un avant-projet de nouveau statut d'autonomie pour la Catalogne. Le Parti populaire indique qu'il n'y participera qu'après l'organisation des élections législatives et sénatoriales du 14 mars suivant. Plus de 18 mois plus tard, le 29 septembre 2005, les trois partis du gouvernement catalan et CiU parviennent à sceller une entente sur le contenu définitif du nouveau statut, après s'être entendus sur les règles de financement du budget de la communauté autonome. Le lendemain, la proposition de loi organique de réforme du statut d'autonomie est donc approuvée en séance plénière du Parlement par 120 voix pour et 15 contre, seul le Parti populaire marquant son opposition au texte.
Le projet de réforme statutaire est examiné en séance plénière du Congrès des députés le 2 novembre suivant, les députés approuvant la prise en considération du texte par 197 voix pour et 146 contre, là encore le PP étant la seule force politique à faire part de son refus. Après une longue rencontre entre Artur Mas et Josep Antoni Duran i Lleida, et le président du gouvernement espagnol José Luis Rodríguez Zapatero au palais de la Moncloa le 21 janvier 2006, un accord global est conclu sur les éléments les plus polémiques du futur statut, à savoir la quantité de cession des impôts au budget catalan, qui augmente de près de 50 %, et la reconnaissance de la Catalogne comme une nation, qui est transférée d'un article au préambule du texte. En réaction à ce pacte entre socialistes et catalanistes de centre droit, le secrétaire général de la Gauche républicaine Joan Puigcercós (ca) affirme que son parti ne sera plus dans l'avenir « l'allié privilégié » du gouvernement de l'État.
Le 30 mars 2006, le Congrès des députés approuve en séance plénière la proposition de loi organique de réforme du statut d'autonomie de la Catalogne avec 189 suffrages favorables, 154 oppositions et deux abstentions : au rejet du Parti populaire s'ajoute en effet celui de la Gauche républicaine de Catalogne. Au lendemain de l'adoption, la direction du PSOE indique publiquement à ERC qu'il n'est pas envisageable que le texte souffre une quelconque modification lors de son examen à venir par le Sénat. La chambre haute des Cortes Generales donne son feu vert au projet sans changement, entrainant donc son adoption définitive, le 10 mai, lors d'un vote au cours duquel seul le Parti populaire se positionne en opposant, puisque les quatre sénateurs de la Gauche républicaine versent pour leur part dans l'abstention.

### Rupture de la majorité en 2006
Le président de la Généralité Pasqual Maragall annonce le 11 mai 2006 qu'il convoque le référendum de ratification du nouveau statut pour le 18 juin suivant. À cette occasion, il indique que l'opposition d'ERC au texte l'a amené à expulser ses membres du gouvernement catalan. Assumant cette rupture de facto de la majorité parlementaire, il ajoute avoir l'intention de dissoudre le Parlement et convoquer de nouvelles élections avant la fin de l'année. Le scrutin référendaire voit les Catalans valider la réforme statutaire par 73,9 % des suffrages exprimés, mais le taux de participation est seulement de 49 % des inscrits, soit dix points de moins que le référendum relatif au statut de 1979.
Dans une déclaration institutionnelle qu'il réalise trois jours après, le 21 juin, le chef du gouvernement indique qu'il ne sera pas candidat à sa propre succession au cours des élections anticipées à venir, renonçant à mener de nouveau la candidature du Parti des socialistes de Catalogne en raison du fait qu'il avait rempli les objectifs qu'il s'était fixé en 1998, lorsqu'il avait accepté d'être le chef de file électoral de son parti aux élections de 1999. La commission exécutive du PSC choisit le 26 juin, à l'unanimité de ses membres, de le remplacer par son premier secrétaire et ministre de l'Industrie, José Montilla.
Au cours de sa dernière séance de questions d'actualité au gouvernement le 13 juillet, Pasqual Maragall annonce dans une déclaration solennelle au Parlement que les élections seront convoquées le 1er novembre.

## Mode de scrutin
Le Parlement de Catalogne (Parlament de Catalunya) est une assemblée parlementaire monocamérale constituée de 135 députés (diputats) élu pour une législature de quatre ans au suffrage universel direct selon les règles du scrutin proportionnel d'Hondt par l'ensemble des personnes résidant dans la communauté autonome où résidant momentanément à l'extérieur de celle-ci, si elles en font la demande.
La communauté autonome de Catalogne ne s'étant pas dotée d'une loi électorale propre, la deuxième disposition transitoire du statut d'autonomie de 2006 maintient en vigueur la quatrième disposition transitoire du statut d'autonomie de 1979, qui dispose que le Parlement est élu dans les mêmes conditions que le Congrès des députés. Elle précise par ailleurs que « Les circonscriptions électorales seront les quatre provinces de Barcelone, Gérone, Lérida et Tarragone. Le Parlement de Catalogne sera composé par 135 députés, desquels la circonscription de Barcelone élira un député pour 50 000 habitants, avec au plus 85 députés. Les circonscriptions de Gérone, Lérida et Tarragone éliront au moins six députés, plus un par tranche de 40 000 habitants, obtenant respectivement 17, 15 et 18 députés. »,.
Les bulletins blancs sont considérés comme des suffrages valides, entrant ainsi en ligne de compte dans la détermination des listes ayant franchi le seuil électoral. En revanche, ils ne sont pas considérés comme des suffrages exprimés et ne sont donc pas pris en compte pour la répartition des sièges.

### Présentation des candidatures
Peuvent présenter des candidatures
- les partis ou fédérations politiques enregistrées auprès du registre des partis politiques du ministère de l'Intérieur ;
- les coalitions électorales de ces mêmes partis ou fédérations dûment constituées et inscrites auprès de la commission électorale au plus tard 10 jours après la convocation du scrutin ;
- et les regroupements d'électeurs bénéficiant du parrainage d'au moins 1 % des inscrits de la circonscription.

### Répartition des sièges
Seules les listes ayant recueilli au moins 3 % des suffrages valides — incluant les bulletins blancs — peuvent participer à la répartition des sièges à pourvoir dans une circonscription, qui s'organise en suivant différentes étapes : 
- les listes sont classées en une colonne par ordre décroissant du nombre de suffrages obtenus ;
- les suffrages de chaque liste sont divisés par 1, 2, 3... jusqu'au nombre de députés à élire afin de former un tableau ;
- les mandats sont attribués selon l'ordre décroissant des quotients ainsi obtenus[23].

Lorsque deux listes obtiennent un même quotient, le siège est attribué à celle qui a le plus grand nombre total de voix ; lorsque deux candidatures ont exactement le même nombre total de voix, l'égalité est résolue par tirage au sort et les suivantes de manière alternative.

## Campagne

### Principales forces politiques
| Force politique | Force politique | Force politique | Chef de file                                                 | Idéologie                                                                     | Résultats en 2003          |
| --------------- | --- | --------------- | ------------------------------------------------------------ | ----------------------------------------------------------------------------- | -------------------------- |
|                 | Parti des socialistes de Catalogne-Citoyens pour le changement (ca) Partit dels Socialistes de Catalunya-Ciutadans pel Canvi  | PSC-CpC         | José Montilla                                                | Centre gauche Social-démocratie, progressisme, catalanisme                    | 31,2 % des voix 42 députés |
|                 | Convergence et Union Convergència i Unió                                                                                      | CiU             | Artur Mas                                                    | Centre droit Libéralisme, démocratie chrétienne, catalanisme                  | 30,9 % des voix 46 députés |
|                 | Gauche républicaine de Catalogne Esquerra Republicana de Catalunya                                                            | ERC             | Josep-Lluís Carod-Rovira                                     | Gauche Socialisme démocratique, républicanisme, indépendantisme               | 16,4 % des voix 23 députés |
|                 | Parti populaire Partit Popular                                                                                                | PP              | Josep Piqué                                                  | Centre droit à droite Libéral-conservatisme, démocratie chrétienne, unionisme | 11,9 % des voix 15 députés |
|                 | Initiative pour la Catalogne Verts - Gauche unie et alternative Iniciativa per Catalunya Verds - Esquerra Unida i Alternativa | ICV-EUiA        | Joan Saura (ca) (Conseiller aux Relations institutionnelles) | Gauche Écosocialisme, républicanisme, catalanisme                             | 7,3 % des voix 9 députés   |
|                 | Ciutadans Citoyens | Cs              | Albert Rivera                                                | Centre Social-libéralisme, réformisme, unionisme                              | Inexistant                 |

## Résultats

### Total régional
| Représentation en hémicycle sur un axe gauche-droite du résultat. |                                                                               |           |       |      |        |               |
| Partis                                                            | Partis                                                                        | Voix      | %     | +/-  | Sièges | +/-           |
|                                                                   | Convergence et Union (CiU)                                                    | 935 756   | 31,52 | 0,58 | 48     | 2             |
|                                                                   | Parti des socialistes de Catalogne-Citoyens pour le changement (ca) (PSC-CpC) | 796 173   | 26,82 | 4,34 | 37     | 5             |
|                                                                   | Gauche républicaine de Catalogne (ERC)                                        | 416 355   | 14,03 | 2,41 | 21     | 2             |
|                                                                   | Parti populaire (PP)                                                          | 316 222   | 10,65 | 1,24 | 14     | 1             |
|                                                                   | Initiative pour la Catalogne Verts - Gauche unie et alternative (ICV-EUiA)    | 282 693   | 9,52  | 2,24 | 12     | 3             |
|                                                                   | Ciutadans (Cs)                                                                | 89 840    | 3,03  | Nv   | 3      | 3             |
|                                                                   | Les Verts - Écologistes et Verts de Catalogne (EV-EVC) (ca)                   | 17 900    | 0,60  | Abs  | 0      | en stagnation |
|                                                                   | Parti anti-corrida contre la maltraitance animale (PACMA)                     | 13 730    | 0,46  | Abs  | 0      | en stagnation |
|                                                                   | Autres listes                                                                 | 39 621    | 1,33  | –    | 0      | en stagnation |
|                                                                   | Blanc                                                                         | 60 244    | 2,03  | 1,12 |        |               |
|                                                                   |                                                                               |           |       |      |        |               |
| Votes valides                                                     | Votes valides                                                                 | 2 968 534 | 99,54 |      |        |               |
| Votes nuls                                                        | Votes nuls                                                                    | 13 574    | 0,46  |      |        |               |
| Total                                                             | Total                                                                         | 2 982 108 | 100   | –    | 135    | en stagnation |
| Abstentions                                                       | Abstentions                                                                   | 2 339 166 | 43,96 |      |        |               |
| Inscrits / Participation                                          | Inscrits / Participation                                                      | 5 321 274 | 56,04 |      |        |               |

### Par circonscription
| Circonscription | Circonscription | Barcelone | Barcelone | Barcelone | Barcelone     | Gérone  | Gérone  | Gérone | Gérone        | Lérida  | Lérida  | Lérida | Lérida        | Tarragone | Tarragone | Tarragone | Tarragone     |
| --------------- | --------------- | --------- | --------- | --------- | ------------- | ------- | ------- | ------ | ------------- | ------- | ------- | ------ | ------------- | --------- | --------- | --------- | ------------- |
|                 |                 |           |           |           |               |         |         |        |               |         |         |        |               |           |           |           |               |
| Sièges          | Sièges          | 85        | 85        | 85        | en stagnation | 17      | 17      | 17     | en stagnation | 15      | 15      | 15     | en stagnation | 18        | 18        | 18        | en stagnation |
|                 |                 |           |           |           |               |         |         |        |               |         |         |        |               |           |           |           |               |
|                 |                 | Nombre    | Nombre    | %         | %             | Nombre  | Nombre  | %      | %             | Nombre  | Nombre  | %      | %             | Nombre    | Nombre    | %         | %             |
| Inscrits        | Inscrits        | 3 991 904 | 3 991 904 | 100,00    | 100,00        | 483 543 | 483 543 | 100,00 | 100,00        | 311 037 | 311 037 | 100,00 | 100,00        | 534 790   | 534 790   | 100,00    | 100,00        |
| Abstentions     | Abstentions     | 1 759 032 | 1 759 032 | 44,06     | 44,06         | 207 311 | 207 311 | 42,87  | 42,87         | 127 511 | 127 511 | 41,00  | 41,00         | 245 312   | 245 312   | 45,87     | 45,87         |
| Votants         | Votants         | 2 232 872 | 2 232 872 | 55,94     | 55,94         | 276 232 | 276 232 | 57,13  | 57,13         | 183 526 | 183 526 | 59,00  | 59,00         | 289 478   | 289 478   | 54,13     | 54,13         |
| Nuls            | Nuls            | 8 753     | 8 753     | 0,39      | 0,39          | 1 723   | 1 723   | 0,62   | 0,62          | 1 203   | 1 203   | 0,66   | 0,66          | 1 895     | 1 895     | 0,65      | 0,65          |
| Exprimés        | Exprimés        | 2 224 119 | 2 224 119 | 99,61     | 99,61         | 274 509 | 274 509 | 99,38  | 99,38         | 182 323 | 182 323 | 99,34  | 99,34         | 287 583   | 287 583   | 99,35     | 99,35         |
|                 |                 |           |           |           |               |         |         |        |               |         |         |        |               |           |           |           |               |
| Partis          | Partis          | Voix      | %         | Sièges    | +/−           | Voix    | %       | Sièges | +/−           | Voix    | %       | Sièges | +/−           | Voix      | %         | Sièges    | +/−           |
|                 | CiU             | 664 723   | 29,89     | 27        | 2             | 104 840 | 38,19   | 7      | en stagnation | 72 916  | 39,99   | 7      | en stagnation | 93 277    | 32,43     | 7         | en stagnation |
|                 | PSC-CpC         | 620 601   | 27,90     | 25        | 4             | 60 755  | 22,13   | 4      | en stagnation | 40 097  | 21,99   | 3      | 1             | 74 720    | 25,98     | 5         | en stagnation |
|                 | ERC             | 280 566   | 12,61     | 11        | 2             | 52 799  | 19,23   | 4      | en stagnation | 32 304  | 17,72   | 3      | en stagnation | 50 686    | 17,62     | 3         | en stagnation |
|                 | PP              | 248 165   | 11,16     | 10        | 1             | 19 808  | 7,22    | 1      | en stagnation | 16 605  | 9,11    | 1      | en stagnation | 31 644    | 11,00     | 2         | en stagnation |
|                 | ICV-EUiA        | 230 968   | 10,38     | 9         | 2             | 20 978  | 7,64    | 1      | en stagnation | 12 018  | 6,59    | 1      | 1             | 18 729    | 6,51      | 1         | en stagnation |
|                 | Cs              | 78 525    | 3,53      | 3         | 3             | 2 584   | 0,94    | 0      | en stagnation | 1 761   | 0,97    | 0      | en stagnation | 6 970     | 2,42      | 0         | en stagnation |
|                 | Autres          | 55 013    | 2,47      |           |               | 7 229   | 2,63    |        |               | 2 456   | 1,35    |        |               | 6 553     | 2,28      |           |               |
|                 | Blanc           | 45 558    | 2,05      | 5 516     | 2,01          | 4 166   | 2,28    | 5 004  | 1,74          |         |         |        |               |           |           |           |               |

## Analyse
Avec l'un des plus faibles taux de participation depuis le rétablissement de l'autonomie territoriale en 1980, le scrutin est marqué par une nouvelle victoire de Convergence et Union, qui ne conquiert cependant pas la majorité nécessaire pour gouverner seule, la rendant dépendante d'éventuelles alliances post-électorales. Le Parti des socialistes de Catalogne reste la deuxième force parlementaire et recule de cinq sièges, mais la coalition gouvernementale qu'il forme avec Initiative pour la Catalogne Verts - Gauche unie et alternative totalise plus de sièges que la principale force de l'opposition parlementaire. Dans le détail, CiU vire en tête dans les quatre circonscriptions électorales, surpassant ainsi le PSC dans la province ainsi que la ville de Barcelone, où ce dernier était arrivé premier lors des scrutins de 1999 et 2003 ; au total les socialistes perdent 2,5 fois plus de suffrages que les catalanistes de centre droit.
La Gauche républicaine de Catalogne confirme son statut de troisième groupe parlementaire, et ses 21 députés lui permettent de nouveau d'être « faiseuse de rois » entre un gouvernement de gauche ou un exécutif nationaliste, une situation similaire à celle issue des urnes lors des élections précédentes. ICV-EUiA enregistre pour sa part une nette progression et fait élire pour la première fois un député dans la circonscription de Lérida, tandis que le Parti populaire résiste en ne perdant qu'un seul élu, après avoir vécu une législature marquée par la perte du pouvoir au niveau national puis subit de fortes pressions en raison de son opposition au nouveau statut d'autonomie. La principale surprise vient du jeune parti Ciutadans, qui parvient à remporter trois sièges dans la circonscription de Barcelone en passant de justesse le seuil de représentativité, après une campagne menée sur le thème d'un rééquilibrage de l'usage du castillan par rapport au catalan et la dénonciation des postures nationalistes défendues par les partis de gauche.

## Suites
Au lendemain du scrutin, le chef de file électoral du PSC José Montilla indique vouloir donner la priorité à la réédition de l'alliance tripartite (Tripartito) avec ERC et ICV-EUiA mais compte recevoir en premier le président de CiU Artur Mas, selon les déclarations du porte-parole du Parti socialiste Miquel Iceta. Le lendemain, alors que la Gauche républicaine et Initiative pour la Catalogne lancent toutes deux un appel à un nouveau pacte à trois, le porte-parole socialiste reconnaît qu'il existe à Madrid des secteurs du Parti socialiste ouvrier espagnol « qui se sentent plus à l'aise avec la "sociovergence" qu'avec un gouvernement tripartite » mais estime que les électeurs ont donné « une seconde chance » à cette deuxième option.
Le soir du 3 novembre, José Montilla rencontre effectivement Artur Mas et l'informe que son souhait est bel et bien de reconstituer la coalition de gauche ayant soutenu Pasqual Maragall sous la législature précédente. Il ajoute qu'en cas d'échec de cette tentative, le PSC passera dans l'opposition, fermant de facto la porte à toute coopération avec Convergence et Union. Seulement 48 heures après cette entrevue, le PSC, ERC et ICV-EUiA indiquent être parvenus à un accord de principe en vue de partager de nouveau le gouvernement de Catalogne pour les quatre années à venir. L'« accord national pour le progrès » est dévoilé le 16 novembre lors d'une conférence de presse de José Montilla, entouré de tous les députés de la future coalition, au palais du Parlement.
Lors de l'ouverture de la VIIIe législature le 17 novembre, le président sortant du Parlement et député de la Gauche républicaine de Catalogne Ernest Benach est réélu dès le premier tour par 70 voix favorables face aux candidats de CiU Núria de Gispert, du Parti populaire Dolors Montserrat (ca) et de Ciutadans José Domingo (ca). Trois jours après, Ernest Benach fait savoir qu'il propose la candidature de José Montilla à la présidence de la Généralité, celui-ci disposant du soutien de 70 parlementaires et devant se soumettre à un débat puis un vote de confiance les 23 et 24 novembre. À l'issue des deux jours de discussion parlementaire, José Montilla obtient effectivement l'investiture des députés par 70 voix favorables, 65 voix défavorables issues de CiU, du PP et de Cs étant recensées.
Le président investi prête serment quatre jours plus tard devant son prédécesseur, le président du Parlement et 600 invités au palais de la Généralité. Il présente dans la foulée la composition de son gouvernement, qui compte notamment le chef de file d'ERC Josep-Lluís Carod-Rovira au poste de vice-président, chargé de la politique extérieure, de la politique linguistique, de la coopération, des cultes et des sports, le dirigeant d'ICV Joan Saura (ca) aux fonctions de conseiller aux Relations institutionnelles, à la Participation et à l'Intérieur, et le frère du chef de l'exécutif sortant, Ernest Maragall, comme conseiller à l'Éducation ; dans l'ensemble, le nouvel exécutif compte 14 départements, soit deux de moins que sous la précédente mandature, et deux membres indépendants des partis.